# Palacio arzobispal de Praga
El palacio arzobispal de Praga (en checo Arcibiskupský palác v Praze) es un edificio de fachada barroca concluida en 1765 por el arquitecto Jan Josef Wirch a instancias del arzobispo Antonín Přichovský situado en la Plaza del Castillo (Hradčanské náměstí) de Praga, República Checa.

## Historia
El palacio tuvo varias fases constructivas. En un primer momento fue una casa de la nobleza (Gryspekovský dům), residencia, por decisión del emperador Fernando I de Habsburgo, del arzobispo de Praga Antonín Brus de Mohelnice, quien la reformó en 1562-1564 en estilo renacentista checo bajo la dirección de por Bonifaz Wohlmut y Ulrico Aostalli. En 1599 se construyó en su interior una capilla con decoración al fresco de Daniel Alexius de Květná.
En época barroca el edificio de tres alas fue reconstruido sustancialmente por el arquitecto francés Jan Baptista Mathey entre 1669 y 1679. Se añadieron entonces varias esculturas barrocas en el portal realizadas por Ignác Platzer el Viejo. Dichas esculturas, sin embargo, no se han conservado y en el año 1889 fueron sustituidas por otras de Tomáš Seidan. La cuarta ala final del edificio fue construida en 1722-1725 por el constructor Paul Ignaz Bayer. Entre 1764-1765 el edificio recibió su último gran rediseño, interior y exterior, por el arquitecto Johann Joseph Wirch en estilo rococó. Tanto las fachadas como el interior del edificio se han modificado solo ligeramente en muchas partes desde entonces.
Por lo que respecta al interior, destacan los salones del piso noble, ubicados en la segunda planta, que acogen obras de gran valor, como por ejemplo dos bustos góticos sobredorados de San Pedro y San Pablo de hacia 1413. También cabe mencionar cuatro lienzos de Petr Brandl de los Padres de la Iglesia, o los tapices con motivos de indianos realizados a mediados del siglo XVIII en talleres parisinos.
El archivo del Palacio arzobispal de Praga guarda asimismo un importante fondo de documentación histórica relativa a la historia del arzobispado.

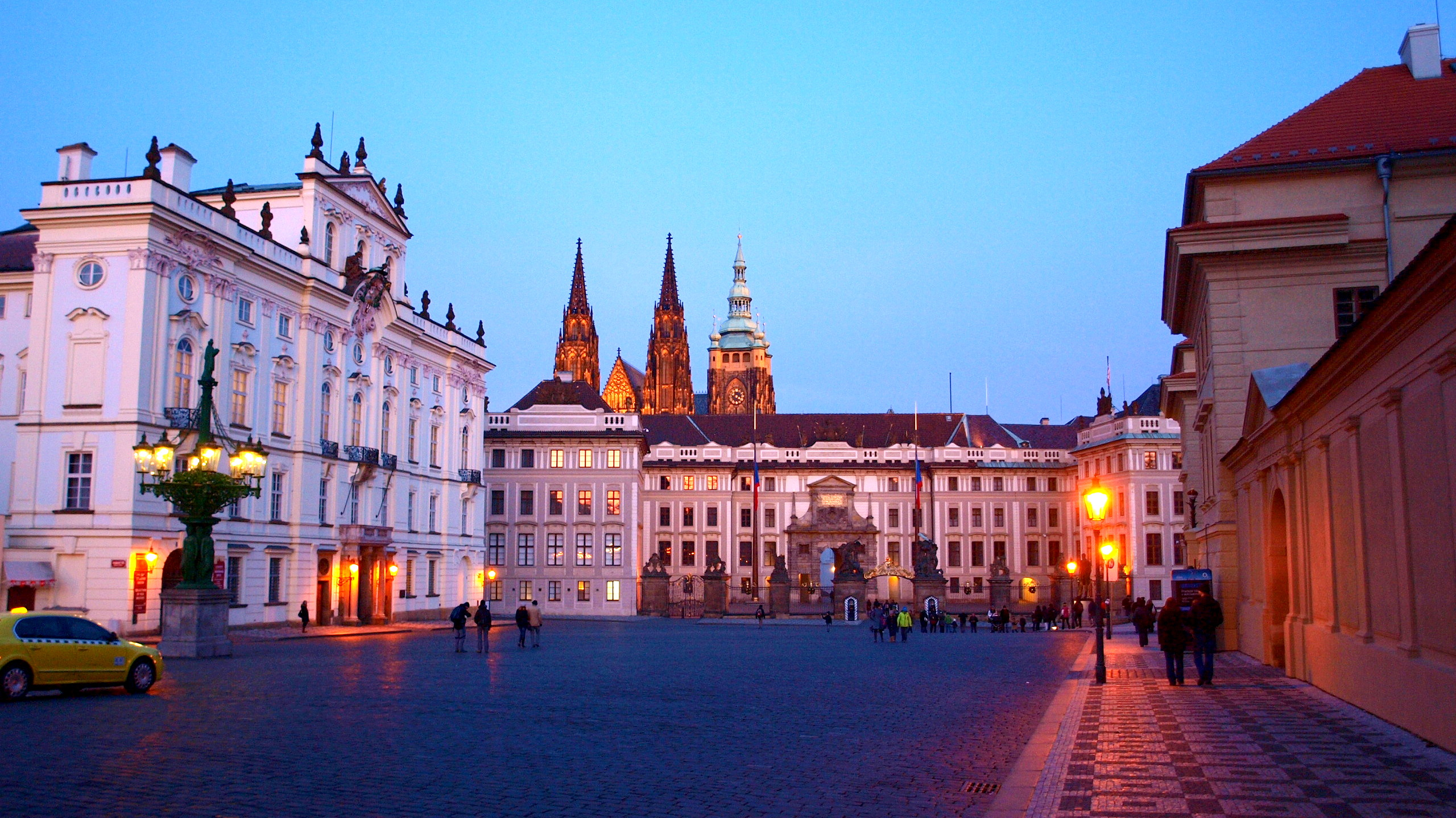
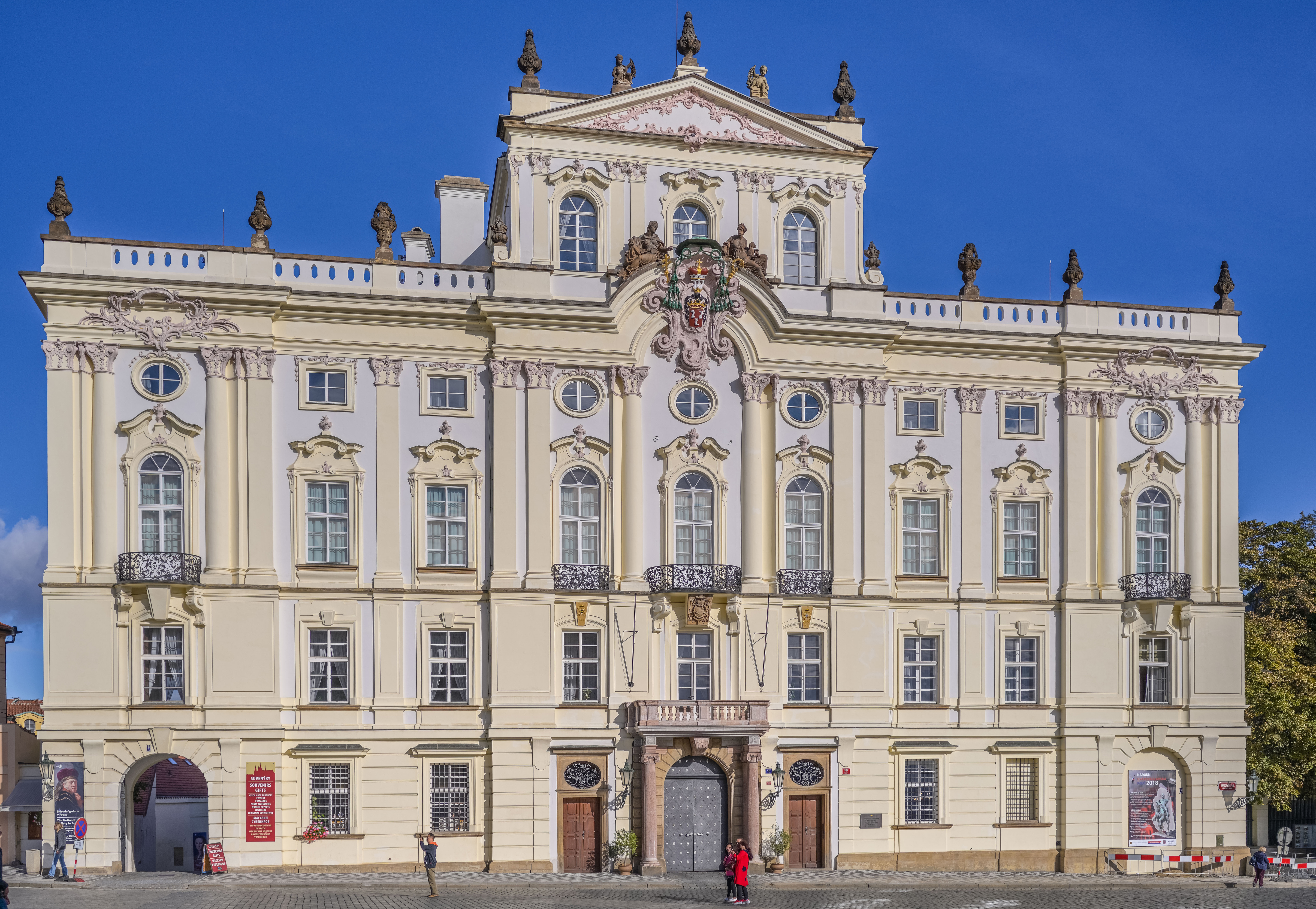
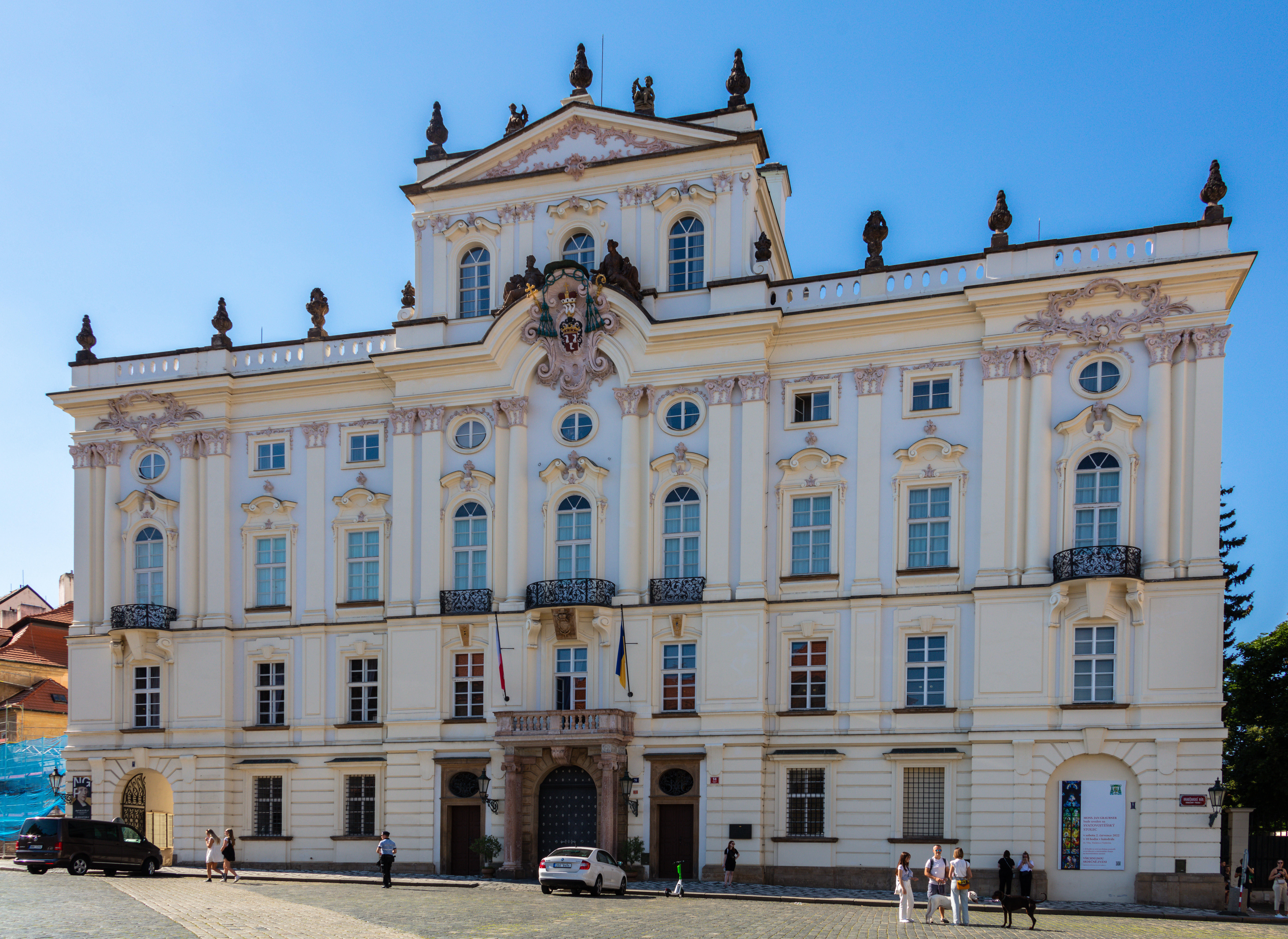
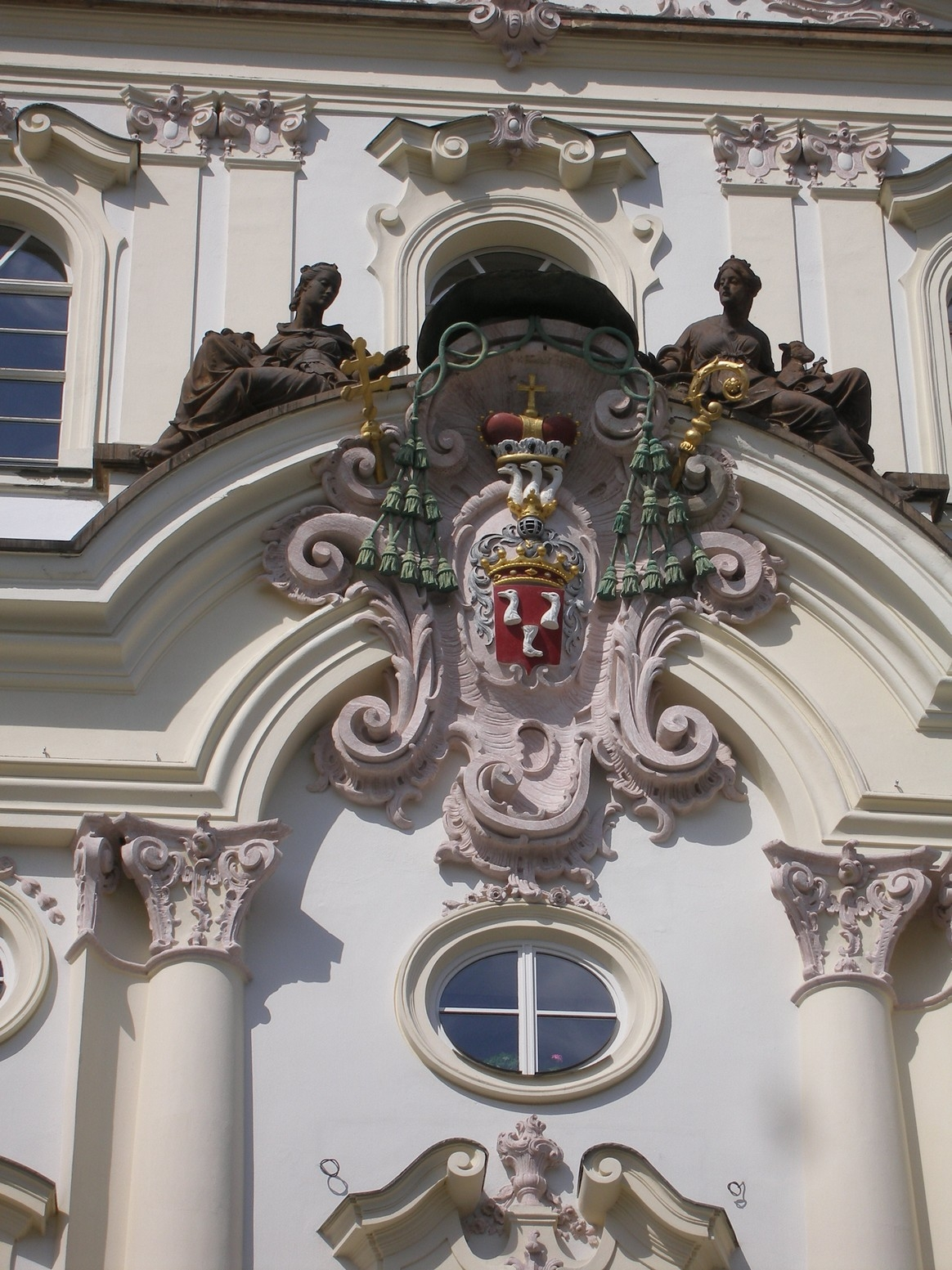
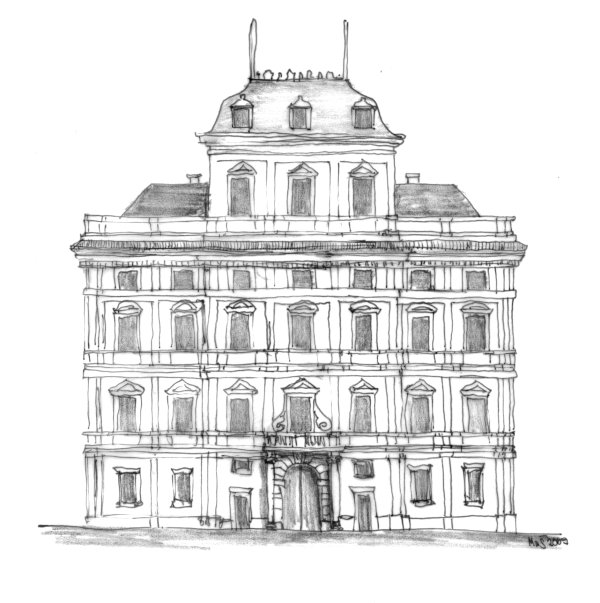